# Blighty Valley Cemetery
Blighty Valley Cemetery is een Britse militaire begraafplaats met gesneuvelden uit de Eerste Wereldoorlog, gelegen in het Franse dorp Authuille, departement (Somme). De begraafplaats werd ontworpen door Herbert Baker en ligt in het veld op 960 m ten zuiden van het dorpscentrum (Église Saint-Fursy). Ze heeft een min of meer trapeziumvormig grondplan en wordt omsloten door een natuurstenen muur. Een tweedelig hek sluit de begraafplaats af. Vanaf de Rue d'Albert leidt een graspad van 250 m naar de toegang. Het Cross of Sacrifice staat centraal tegen de zuidelijke muur en de Stone of Remembrance staat bij de oostelijke muur. Naast de toegang staat een vierkantig open schuilhuisje onder een plat dak.  
Er liggen 1.027 slachtoffers begraven waaronder 536 niet geïdentificeerde.
De begraafplaats wordt onderhouden door de Commonwealth War Graves Commission.

## Geschiedenis
Blighty Valley was de naam die het leger gaf aan het lagere deel van de vallei die zuidwestelijk door Authuile Wood liep om de rivier de Ancre tussen Authuile en Aveluy te verbinden. Kort na juli 1916 werd over de rivier een spoorlijn vervoerd en het was enige tijd een belangrijke maar gevaarlijke route. Het bovenste deel van de vallei werd Nab Valley genoemd. De begraafplaats ligt deels op het grondgebied van beide gemeenten en werd bij het begin van de Slag aan de Somme in juli 1916, aangelegd en tot november daaropvolgend gebruikt.
Bij de wapenstilstand lagen er 212 graven, maar deze werden toen aangevuld met 784 graven die afkomstig waren van de slagvelden en kleinere begraafplaatsen oostelijk van de gemeenten Authuille en Aveluy. De meeste van de aangevoerde slachtoffers waren mannen die op 1 juli 1916 sneuvelden. De belangrijkste begraafplaats van waaruit deze slachtoffers werden aangevoerd was Quarry Post Cemetery dat aan de zuidoostelijke rand van het Authuille Wood lag, in de gemeente Ovillers-la-Boisselle. Deze begraafplaats werd gebruikt van juli 1916 tot februari 1917, voornamelijk door eenheden van de 12th (Eastern) Division, en het bevatte de graven van 50 Britten.
Onder de geïdentificeerde doden zijn er 488 Britten, 2 Australiërs en 1 Canadees. 
Voor 24 slachtoffers werden Special Memorials opgericht omdat hun graven niet meer gelokaliseerd konden worden en men neemt aan dat ze zich onder naamloze grafzerken bevinden. Vijf Britten die in het voorjaar van 1918 door de Duitsers op de Duitse begraafplaats in Bécordel-Bécourt werden begraven, worden hier herdacht met een Duhallow Block omdat hun graven daar niet meer teruggevonden werden.

## Graven

### Onderscheiden militairen
- Cusack Grant Forsyth, luitenant-kolonel bij de Northumberland Fusiliers werd onderscheiden met de Distinghuished Service Order (DSO).
- Leslie Montrose Ekin, onderluitenant bij het York and Lancaster Regiment en W.H. Fear, regiment sergeant-majoor bij het West Yorkshire Regiment (Prince of Wales's Own) werden onderscheiden met het Military Cross (MC).
- T. Priestley, sergeant bij de King's Own Yorkshire Light Infantry werd onderscheiden met de Distinguished Conduct Medal en de Military Medal (DCM, MM).
- J.T. Waldron, sergeant bij de King's Own Yorkshire Light Infantry en Harry Ingleby, sergeant bij het West Yorkshire Regiment (Prince of Wales's Own) werden onderscheiden met de Distinguished Conduct Medal (DCM).
- nog 9 militairen werden onderscheiden met de Military Medal (MM).

### Minderjarige militairen
- pionier E.G.E. Adams (Royal Engineers) en de soldaten Alfred Mincher (York and Lancaster Regiment) en Robert Harry Parkinson (West Yorkshire Regiment (Prince of Wales's Own)) waren 17 jaar toen ze sneuvelden.

### Aliassen
- kanonnier Richard Fleetwood Kerr diende onder het alias R. Farr bij de Royal Field Artillery.
- soldaat Harry Thomas Hutcherson diende onder het alias H. Thomas bij de King's Own Yorkshire Light Infantry.